# Itaporã FC
Itaporã FC is een Braziliaanse voetbalclub uit Itaporã in de staat Mato Grosso do Sul.

## Geschiedenis
De club werd opgericht in 2008 en werd dat jaar kampioen in de tweede klasse van het Campeonato Sul-Mato-Grossense en promoveerde zo naar de hoogste klasse. De club eindigde met het hoogste aantal punten in de eerste ronde en werd ook in de tweede fase groepswinnaar. In de derde fase eindigden ze derde en waren zo uitgeschakeld voor de titel. Het volgende seizoen plaatste de club zich voor de halve finale voor de titel en verloor daar van Comercial. Nadat ze twee jaar op rij in de eerste ronde uitgeschakeld werden plaatsten ze zich in 2013 opnieuw voor de kwartfinales en versloeg daar Aquidauanense. In de halve finale werden ze uitgeschakeld door Naviraiense op basis van de uitdoelpuntregel. In 2014 degradeerde de club. Ze speelden dat jaar wel nog de Série D, maar werden in de eerste ronde uitgeschakeld. 